# Wahlkreis Cologno Monzese (Camera dei deputati)
Der Wahlkreis Cologno Monzese war von 1993 bis 2005 und ist seit 2017 wieder ein Wahlkreis (italienisch collegio elettorale) für die Wahl der Abgeordnetenkammer.

## Von 1993 bis 2005

### Wahlkreisgebiet
Der Wahlkreis umfasste 4 Gemeinden (Brugherio, Cernusco sul Naviglio, Cologno Monzese und Vimodrone).

### Wahlergebnisse

#### Parlamentswahl 1994

##### Direktstimmen
| Kandidaten               | Kandidaten              | Parteien                                 | Stimmen | %    |
| ------------------------ | ----------------------- | ---------------------------------------- | ------- | ---- |
|                          | Corrado Perabonigewählt | Polo delle Libertà (FI – LN – CCD – UdC) | 46.156  | 51,7 |
|                          | Giovanni Gazzo          | Progressisti                             | 25.416  | 28,5 |
|                          | Antonio Mandelli        | Patto per l’Italia                       | 11.674  | 13,1 |
|                          | Mario Carmelo Ammendola | Alleanza Nazionale                       | 6.080   | 6,8  |
| Gesamt                   | Gesamt                  | Gesamt                                   | 89.326  | 100  |
|                          |                         |                                          |         |      |
| Ungültige Stimmen        | Ungültige Stimmen       | Ungültige Stimmen                        | 4.134   | 4,4  |
| Wähler                   | Wähler                  | Wähler                                   | 93.460  | 92,7 |
| Wahlberechtigte          | Wahlberechtigte         | Wahlberechtigte                          | 100.791 |      |
|                          |                         |                                          |         |      |
| Quelle: Innenministerium |                         |                                          |         |      |

##### Listenstimmen
| Parteien                             | Parteien                | Parteien                           | Stimmen | %    |
| ------------------------------------ | ----------------------- | ---------------------------------- | ------- | ---- |
|                                      | Polo delle Libertà      | Forza Italia                       | 26.061  | 28,9 |
| Lega Nord                            | Polo delle Libertà      | 14.106                             | 15,6    |      |
| ↳ Gesamt                             | Polo delle Libertà      | 40.167                             | 44,5    |      |
|                                      | Progressisti            | Partito Democratico della Sinistra | 14.240  | 15,8 |
| Partito della Rifondazione Comunista | Progressisti            | 5.639                              | 6,3     |      |
| Federazione dei Verdi                | Progressisti            | 2.937                              | 3,3     |      |
| Partito Socialista Italiano          | Progressisti            | 1.461                              | 1,6     |      |
| La Rete                              | Progressisti            | 1.371                              | 1,5     |      |
| Alleanza Democratica                 | Progressisti            | 1.174                              | 1,3     |      |
| ↳ Gesamt                             | Progressisti            | 26.822                             | 29,7    |      |
|                                      | Patto per l’Italia      | Partito Popolare Italiano          | 8.015   | 8,9  |
| Patto Segni                          | Patto per l’Italia      | 3.749                              | 4,2     |      |
| ↳ Gesamt                             | Patto per l’Italia      | 11.764                             | 13,0    |      |
|                                      | Alleanza Nazionale      | Alleanza Nazionale                 | 5.277   | 5,9  |
|                                      | Lista Marco Pannella    | Lista Marco Pannella               | 4.635   | 5,1  |
|                                      | Lega Alpina Lumbarda    | Lega Alpina Lumbarda               | 1.001   | 1,1  |
|                                      | La Lega di Angela Bossi | La Lega di Angela Bossi            | 530     | 0,6  |
| Gesamt                               | Gesamt                  | Gesamt                             | 90.196  | 100  |
|                                      |                         |                                    |         |      |
| Ungültige Stimmen                    | Ungültige Stimmen       | Ungültige Stimmen                  | 3.263   | 3,5  |
| Wähler                               | Wähler                  | Wähler                             | 93.459  | 92,7 |
| Wahlberechtigte                      | Wahlberechtigte         | Wahlberechtigte                    | 100.791 |      |
|                                      |                         |                                    |         |      |
| Quelle: Innenministerium             |                         |                                    |         |      |

#### Parlamentswahl 1996

##### Direktstimmen
| Kandidaten               | Kandidaten              | Parteien            | Stimmen | %    |
| ------------------------ | ----------------------- | ------------------- | ------- | ---- |
|                          | Gian Paolo Landigewählt | Polo per le Libertà | 35.729  | 41,4 |
|                          | Carla Stampacchia       | L’Ulivo             | 35.535  | 41,2 |
|                          | Simonetta Maria Faverio | Lega Nord           | 15.069  | 17,5 |
| Gesamt                   | Gesamt                  | Gesamt              | 86.333  | 100  |
|                          |                         |                     |         |      |
| Ungültige Stimmen        | Ungültige Stimmen       | Ungültige Stimmen   | 4.654   | 5,1  |
| Wähler                   | Wähler                  | Wähler              | 90.987  | 89,9 |
| Wahlberechtigte          | Wahlberechtigte         | Wahlberechtigte     | 101.155 |      |
|                          |                         |                     |         |      |
| Quelle: Innenministerium |                         |                     |         |      |

##### Listenstimmen
| Parteien                                          | Parteien                             | Parteien                             | Stimmen | %    |
| ------------------------------------------------- | ------------------------------------ | ------------------------------------ | ------- | ---- |
|                                                   | Polo per le Libertà                  | Forza Italia                         | 23.458  | 27,1 |
| Alleanza Nazionale                                | Polo per le Libertà                  | 7.862                                | 9,1     |      |
| CCD – CDU                                         | Polo per le Libertà                  | 3.714                                | 4,3     |      |
| ↳ Gesamt                                          | Polo per le Libertà                  | 35.034                               | 40,4    |      |
|                                                   | L’Ulivo                              | Partito Democratico della Sinistra   | 17.168  | 19,8 |
| Popolari per Prodi (PPI – SVP – PRI – UD – Prodi) | L’Ulivo                              | 4.603                                | 5,3     |      |
| Rinnovamento Italiano                             | L’Ulivo                              | 3.213                                | 3,7     |      |
| Federazione dei Verdi                             | L’Ulivo                              | 2.436                                | 2,8     |      |
| ↳ Gesamt                                          | L’Ulivo                              | 27.420                               | 31,6    |      |
|                                                   | Lega Nord                            | Lega Nord                            | 13.656  | 15,8 |
|                                                   | Partito della Rifondazione Comunista | Partito della Rifondazione Comunista | 7.612   | 8,8  |
|                                                   | Lista Pannella – Sgarbi              | Lista Pannella – Sgarbi              | 2.320   | 2,7  |
|                                                   | Fiamma Tricolore                     | Fiamma Tricolore                     | 451     | 0,5  |
|                                                   | Partito Umanista                     | Partito Umanista                     | 169     | 0,2  |
| Gesamt                                            | Gesamt                               | Gesamt                               | 86.662  | 100  |
|                                                   |                                      |                                      |         |      |
| Ungültige Stimmen                                 | Ungültige Stimmen                    | Ungültige Stimmen                    | 4.426   | 4,9  |
| Wähler                                            | Wähler                               | Wähler                               | 91.088  | 90,0 |
| Wahlberechtigte                                   | Wahlberechtigte                      | Wahlberechtigte                      | 101.155 |      |
|                                                   |                                      |                                      |         |      |
| Quelle: Innenministerium                          |                                      |                                      |         |      |

#### Parlamentswahl 2001

##### Direktstimmen
| Kandidaten               | Kandidaten              | Parteien           | Stimmen | %    |
| ------------------------ | ----------------------- | ------------------ | ------- | ---- |
|                          | Gian Paolo Landigewählt | Casa delle Libertà | 42.281  | 50,5 |
|                          | Santino Adamo Loddo     | L’Ulivo            | 36.471  | 43,6 |
|                          | Nicola Vulpio           | Lista Di Pietro    | 4.893   | 5,8  |
| Gesamt                   | Gesamt                  | Gesamt             | 83.645  | 100  |
|                          |                         |                    |         |      |
| Ungültige Stimmen        | Ungültige Stimmen       | Ungültige Stimmen  | 4.645   | 5,3  |
| Wähler                   | Wähler                  | Wähler             | 88.290  | 87,1 |
| Wahlberechtigte          | Wahlberechtigte         | Wahlberechtigte    | 101.362 |      |
|                          |                         |                    |         |      |
| Quelle: Innenministerium |                         |                    |         |      |

##### Listenstimmen
| Parteien                       | Parteien                             | Parteien                               | Stimmen | %    |
| ------------------------------ | ------------------------------------ | -------------------------------------- | ------- | ---- |
|                                | Casa delle Libertà                   | Forza Italia                           | 27.689  | 32,6 |
| Alleanza Nazionale             | Casa delle Libertà                   | 7.964                                  | 9,4     |      |
| Lega Nord                      | Casa delle Libertà                   | 5.982                                  | 7,0     |      |
| CCD – CDU                      | Casa delle Libertà                   | 1.576                                  | 1,9     |      |
| ↳ Gesamt                       | Casa delle Libertà                   | 43.211                                 | 50,9    |      |
|                                | L’Ulivo                              | La Margherita (Dem – PPI – RI – Udeur) | 14.963  | 17,6 |
| Democratici di Sinistra        | L’Ulivo                              | 10.904                                 | 12,8    |      |
| Il Girasole (FdV – SDI)        | L’Ulivo                              | 1.827                                  | 2,2     |      |
| Partito dei Comunisti Italiani | L’Ulivo                              | 1.595                                  | 1,9     |      |
| ↳ Gesamt                       | L’Ulivo                              | 29.289                                 | 34,5    |      |
|                                | Partito della Rifondazione Comunista | Partito della Rifondazione Comunista   | 5.095   | 6,0  |
|                                | Lista Di Pietro                      | Lista Di Pietro                        | 3.418   | 4,0  |
|                                | Lista Emma Bonino                    | Lista Emma Bonino                      | 2.472   | 2,9  |
|                                | Partito Pensionati                   | Partito Pensionati                     | 857     | 1,0  |
|                                | Democrazia Europea                   | Democrazia Europea                     | 559     | 0,7  |
|                                | Abolizione Scorporo                  | Abolizione Scorporo                    | 59      | 0,1  |
| Gesamt                         | Gesamt                               | Gesamt                                 | 84.960  | 100  |
|                                |                                      |                                        |         |      |
| Ungültige Stimmen              | Ungültige Stimmen                    | Ungültige Stimmen                      | 3.334   | 3,8  |
| Wähler                         | Wähler                               | Wähler                                 | 88.294  | 87,1 |
| Wahlberechtigte                | Wahlberechtigte                      | Wahlberechtigte                        | 101.362 |      |
|                                |                                      |                                        |         |      |
| Quelle: Innenministerium       |                                      |                                        |         |      |

## Von 2017 bis 2020

### Wahlkreisgebiet
Der Wahlkreis umfasste 11 Gemeinden:
- 10 Gemeinden der Metropolitanstadt Mailand (Cernusco sul Naviglio, Cologno Monzese, Pantigliate, Peschiera Borromeo, Pioltello, Rodano, San Donato Milanese, Segrate, Settala und Vimodrone);
- eine Gemeinde der Provinz Monza und Brianza (Brugherio).

### Wahlergebnisse

#### Parlamentswahl 2018
| Kandidaten               | Kandidaten           | Stimmen | %    | Listen                                      | Stimmen | %    |
| ------------------------ | -------------------- | ------- | ---- | ------------------------------------------- | ------- | ---- |
|                          | Luca Squerigewählt   | 61.581  | 39,8 | Lega                                        | 31.641  | 20,4 |
| Forza Italia             | Luca Squerigewählt   | 61.581  | 39,8 | 21.933                                      | 14,2    |      |
| Fratelli d’Italia        | Luca Squerigewählt   | 61.581  | 39,8 | 6.450                                       | 4,2     |      |
| Noi con l’Italia – UDC   | Luca Squerigewählt   | 61.581  | 39,8 | 1.557                                       | 1,0     |      |
|                          | Morena Maria Lucà    | 44.242  | 28,6 | Partito Democratico                         | 36.042  | 23,3 |
| +Europa                  | Morena Maria Lucà    | 44.242  | 28,6 | 6.573                                       | 4,2     |      |
| Italia Europa Insieme    | Morena Maria Lucà    | 44.242  | 28,6 | 1.076                                       | 0,7     |      |
| Civica Popolare          | Morena Maria Lucà    | 44.242  | 28,6 | 551                                         | 0,4     |      |
|                          | Alessia Daniele      | 38.973  | 25,2 | Movimento 5 Stelle                          | 38.973  | 25,2 |
|                          | Giuseppe Angelico    | 5.194   | 3,4  | Liberi e Uguali                             | 5.194   | 3,4  |
|                          | Danilo Radaelli      | 1.825   | 1,2  | Potere al Popolo!                           | 1.825   | 1,2  |
|                          | Maurizio Binelli     | 1.432   | 0,9  | CasaPound Italia                            | 1.432   | 0,9  |
|                          | Mauro Civati         | 689     | 0,4  | Il Popolo della Famiglia                    | 689     | 0,4  |
|                          | Paolo Reina          | 432     | 0,3  | 10 Volte Meglio                             | 432     | 0,3  |
|                          | Elena Felicetti      | 317     | 0,2  | Per una Sinistra Rivoluzionaria (SCR – PCL) | 317     | 0,2  |
|                          | Anna Concetta Grosso | 143     | 0,1  | Partito Repubblicano Italiano – ALA         | 143     | 0,1  |
| Gesamt                   | Gesamt               | 154.828 | 100  |                                             | 154.828 | 100  |
|                          |                      |         |      |                                             |         |      |
| Ungültige Stimmen        | Ungültige Stimmen    | 3.820   | 2,4  |                                             |         |      |
| Wähler                   | Wähler               | 158.648 | 77,2 |                                             |         |      |
| Wahlberechtigte          | Wahlberechtigte      | 205.603 |      |                                             |         |      |
|                          |                      |         |      |                                             |         |      |
| Quelle: Innenministerium |                      |         |      |                                             |         |      |

## Seit 2020

### Wahlkreisgebiet
| Wahlkreise – Camera dei deputati – Lombardei | Wahlkreise – Camera dei deputati – Lombardei | Wahlkreise – Camera dei deputati – Lombardei |
| Provinz                                      | Provinz                                      | Gemeinden nach Provinzen ⮞ Wahlkreis |
| -------------------------------------------- | -------------------------------------------- | --- |
|                                              | Metropolitanstadt Mailand (133 Gemeinden)    | ↳ Lombardei 1: Teil Mailands ⮞ Wahlkreis Mailand – Bande Nere Teil Mailands ⮞ Wahlkreis Mailand – Buenos Aires – Venezia Teil Mailands ⮞ Wahlkreis Mailand – Loreto 40 ⮞ Wahlkreis Rozzano 31 ⮞ Wahlkreis Legnano 33 ⮞ Wahlkreis Cologno Monzese 17 ⮞ Wahlkreis Sesto San Giovanni ↳ Lombardei 4: 11 ⮞ Wahlkreis Lodi |
|                                              | Provinz Bergamo (243 Gemeinden)              | ↳ Lombardei 2: 36 ⮞ Wahlkreis Lecco ↳ Lombardei 3: 117 ⮞ Wahlkreis Bergamo 90 ⮞ Wahlkreis Treviglio |
|                                              | Provinz Brescia (205 Gemeinden)              | ↳ Lombardei 3: 37 ⮞ Wahlkreis Brescia 46 ⮞ Wahlkreis Desenzano del Garda 112 ⮞ Wahlkreis Lumezzane ↳ Lombardei 4: 10 ⮞ Wahlkreis Cremona |
|                                              | Provinz Como (148 Gemeinden)                 | 66 ⮞ Wahlkreis Como 82 ⮞ Wahlkreis Sondrio |
|                                              | Provinz Cremona (113 Gemeinden)              | alle ⮞ Wahlkreis Cremona |
|                                              | Provinz Lecco (84 Gemeinden)                 | alle ⮞ Wahlkreis Lecco |
|                                              | Provinz Lodi (60 Gemeinden)                  | alle ⮞ Wahlkreis Lodi |
|                                              | Provinz Mantua (64 Gemeinden)                | alle ⮞ Wahlkreis Mantua |
|                                              | Provinz Monza und Brianza (55 Gemeinden)     | 30 ⮞ Wahlkreis Monza 25 ⮞ Wahlkreis Seregno |
|                                              | Provinz Pavia (186 Gemeinden)                | 157 ⮞ Wahlkreis Pavia 29 ⮞ Wahlkreis Lodi |
|                                              | Provinz Sondrio (77 Gemeinden)               | alle ⮞ Wahlkreis Sondrio |
|                                              | Provinz Varese (138 Gemeinden)               | 101 ⮞ Wahlkreis Varese 37 ⮞ Wahlkreis Busto Arsizio |

Der Wahlkreis umfasst 33 Gemeinden der Metropolitanstadt Mailand.

### Wahlergebnisse

#### Parlamentswahl 2022
| Kandidaten                          | Kandidaten                | Stimmen | %    | Listen                                                  | Stimmen | %    |
| ----------------------------------- | ------------------------- | ------- | ---- | ------------------------------------------------------- | ------- | ---- |
|                                     | Lucrezia Mantovanigewählt | 109.324 | 43,8 | Fratelli d’Italia                                       | 63.005  | 25,3 |
| Lega per Salvini Premier            | Lucrezia Mantovanigewählt | 109.324 | 43,8 | 25.335                                                  | 10,2    |      |
| Forza Italia                        | Lucrezia Mantovanigewählt | 109.324 | 43,8 | 18.964                                                  | 7,6     |      |
| Noi Moderati                        | Lucrezia Mantovanigewählt | 109.324 | 43,8 | 2.020                                                   | 0,8     |      |
|                                     | Paolo Romano              | 75.474  | 30,3 | Partito Democratico – Italia Democratica e Progressista | 53.608  | 21,5 |
| Alleanza Verdi e Sinistra           | Paolo Romano              | 75.474  | 30,3 | 10.682                                                  | 4,3     |      |
| +Europa                             | Paolo Romano              | 75.474  | 30,3 | 9.950                                                   | 4,0     |      |
| Impegno Civico – Centro Democratico | Paolo Romano              | 75.474  | 30,3 | 1.234                                                   | 0,5     |      |
|                                     | Livia Ilaria Achilli      | 26.418  | 10,6 | Azione – Italia Viva                                    | 26.418  | 10,6 |
|                                     | Elena Calogero            | 25.196  | 10,1 | Movimento 5 Stelle                                      | 25.196  | 10,1 |
|                                     | Olga Pellegrino           | 4.719   | 1,9  | Italexit per l’Italia                                   | 4.719   | 1,9  |
|                                     | Osvaldo Colombo           | 3.472   | 1,4  | Unione Popolare                                         | 3.472   | 1,4  |
|                                     | Francesco Toscano         | 2.955   | 1,2  | Italia Sovrana e Popolare                               | 2.955   | 1,2  |
|                                     | Barbara Chiorrini Dezi    | 1.647   | 0,7  | Vita                                                    | 1.647   | 0,7  |
|                                     | Nadia Della Corte         | 229     | 0,1  | Noi di Centro – Europeisti                              | 229     | 0,1  |
| Gesamt                              | Gesamt                    | 249.434 | 100  |                                                         | 249.434 | 100  |
|                                     |                           |         |      |                                                         |         |      |
| Ungültige Stimmen                   | Ungültige Stimmen         | 8.544   | 3,3  |                                                         |         |      |
| Wähler                              | Wähler                    | 257.978 | 70,8 |                                                         |         |      |
| Wahlberechtigte                     | Wahlberechtigte           | 364.173 |      |                                                         |         |      |
|                                     |                           |         |      |                                                         |         |      |
| Quelle: Innenministerium            |                           |         |      |                                                         |         |      |